# Jane Marcet

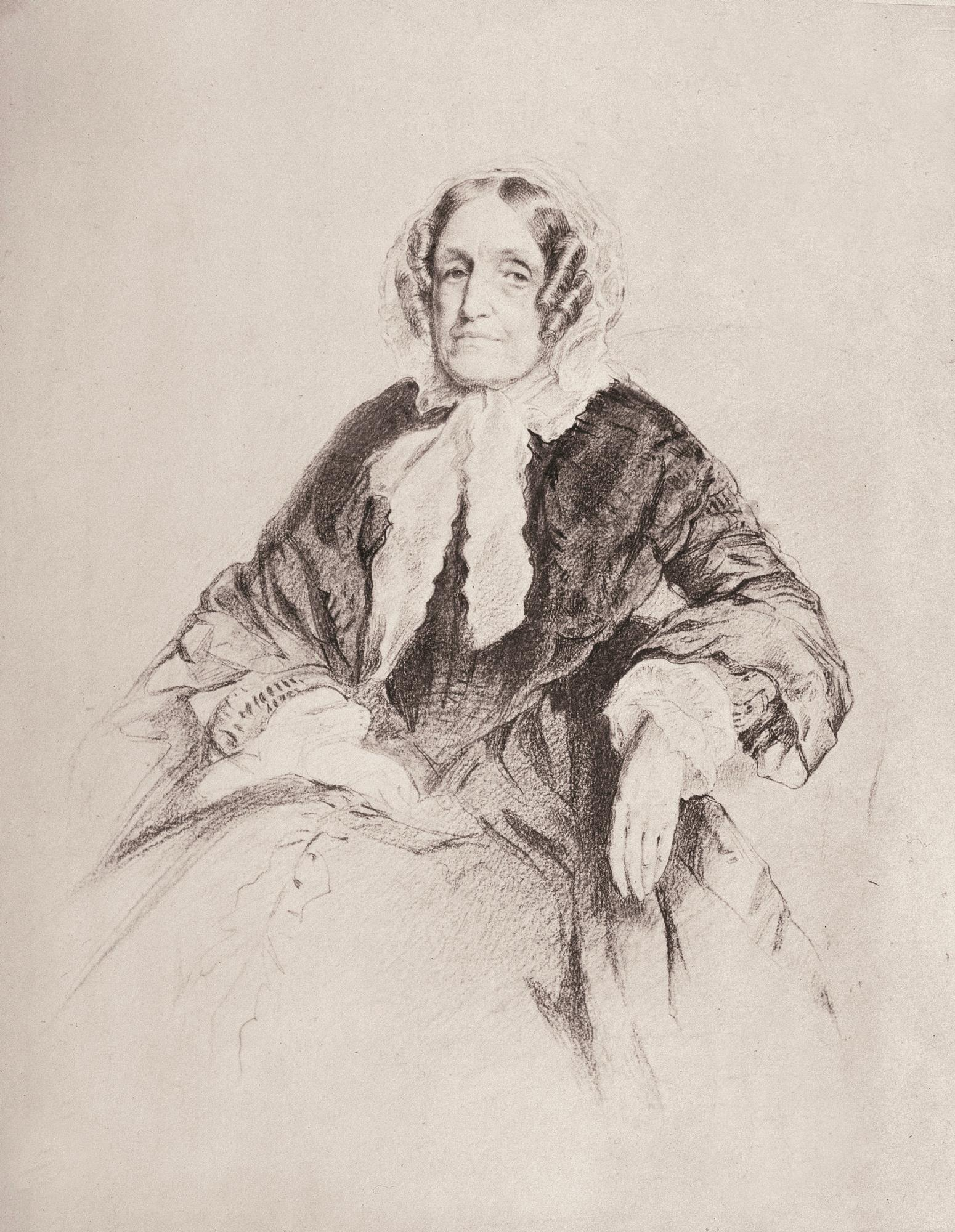
Jane Marcet

Jane Haldimand, verh. Marcet (* 1. Januar 1769 in London; † 28. Juni 1858 ebenda; heimatberechtigt in Yverdon-les-Bains) war eine schweizerisch-britische Autorin von populärwissenschaftlichen Sachbüchern.

## Leben
Jane Marcet wurde als ältestes von zwölf Kindern von Jane, geb. Pickersgill und Antoine-Francoiş Haldimand in London geboren. Ihr Vater war ein Bankier und Kaufmann, der ursprünglich aus der Schweiz stammte. Einer ihrer Brüder war der spätere Politiker William Haldimand, Frederick Haldimand war ihr Großonkel. Sie wurde zusammen mit ihren Geschwistern zu Hause unterrichtet und erhielt standesgemäß eine umfassende Ausbildung, zu der auch der Erwerb naturwissenschaftlicher Kenntnisse gehörten.
Nach dem Tod der Mutter übernahm sie mit fünfzehn Jahren die Verantwortung für den Haushalt der Familie. Sie kümmerte sich um ihre fünf jüngeren Geschwister, nahm aber auch gesellschaftliche Pflichten wahr und kümmerte sich um die Klienten ihres Vaters oder betreute Gäste, die sich ansonsten in wissenschaftlichen oder literarischen Kreisen bewegten.
Als Siebzehnjährige weckte eine Italienreise mit ihrem Vater ihr Interesse an der Malerei. Sie erhielt anschließend Unterricht von den Malern Joshua Reynolds und Thomas Lawrence und illustrierte später ihre Bücher selbst.
Eine Zeitlang war sie mit einem Cousin verlobt, der bei der Navy beschäftigt war. Sie löste diese Verlobung jedoch, da ihr Vater den Verlobten als charakterlich ungeeignet einschätzte. So war sie zwar mit knapp dreißig Jahren noch unverheiratet, galt aber aufgrund des väterlichen Vermögens weiterhin als gute Partie.
Einer der jungen Männer, die um sie warben, war der Arzt Alexander Marcet, der wie sie Schweizer Wurzeln hatte. Sie heiratete ihn 1799 nach einer Verlobungszeit von einem Monat. Durch Alexander, der am Guy’s Hospital Chemie unterrichtete, wurde Marcets Interesse an dieser Naturwissenschaft geweckt. Außerdem brachte der renommierte Mediziner sie mit weiteren britischen Intellektuellen in Kontakt. Auf der anderen Seite pflegte Jane Marcet die sozialen Kontakte weiter, die sie im Haushalt ihres Vaters geknüpft hatte, und lud regelmäßig Mitglieder der wachsenden Gemeinschaft von Schweizer Emigranten ein. Das Haus der Marcets wurde zum Treffpunkt eines literarisch und wissenschaftlich interessierten Kreises, darunter u. a. Maria Edgeworth, Mary Somerville, Henry Hallam, Harriet Martineau und Auguste Arthur de la Rive.
Zwischen 1803 und 1809 bekam Marcet vier Kinder, von denen ein Sohn mit dreizehn Jahren starb. Ein anderer Sohn war der spätere Chemiker Francis bzw. François Marcet. Alle Marcet-Kinder wurden zuhause von Privatlehrern erzogen.
Marcet besuchte ab 1801 Humphry Davys Chemie-Vorlesungen in der Royal Society und beschloss, die neugewonnenen Kenntnisse einem breiten Publikum leicht verständlich zu vermitteln. Im Frühjahr oder Sommer desselben Jahres begann Marcet, an dem Buch Conversations on Chemistry zu arbeiten. Es richtete sich an junge Mädchen und war als Dialog zwischen der fiktiven Gouvernante „Mrs. B“ und ihren Schülerinnen Emily und Caroline angelegt. Diese Dialogform geht auf Rousseau und letztlich Sokrates zurück und hatte sich als nützlich beim Unterricht von Kindern erwiesen. Aufgrund des ansprechenden Stils und der leicht nachzustellenden Experimente erfreute sich das Buch nach seiner Veröffentlichung 1806 allgemein großer Beliebtheit. Die dritte Auflage der Conversations soll das Interesse des jungen Michael Faraday an der Chemie geweckt haben. Allein in Großbritannien erschienen 16, von Marcet stark erweiterte Auflagen des Buchs. Auch international, vor allem in Frankreich und Deutschland, entwickelte es sich zum Bestseller. Es gilt mittlerweile als das meistverkaufte englischsprachige Buch der ersten Hälfte des 19. Jahrhunderts. Das Buch erschien in den ersten Jahren anonym, da Marcet einen Interessenkonflikt mit ihrem Mann vermeiden wollte, der ebenfalls publizierte. Erst 1837 wurde der Name der Autorin als „Mrs. Marcet“ genannt.
Als Marcets Vater 1817 starb, hinterließ er ihr ein beträchtliches Erbe. Dadurch konnte ihr Mann aufhören, als Arzt zu praktizieren und sich ganz der Chemie widmen. 1819 zog das Paar in den Schweizer Weiler Malagny (Gemeinde Genthod), wo sie mit Augustin-Pyrame de Candolle und Auguste Arthur de la Rive verkehrten. Alexander starb jedoch schon kurz danach, im Jahr 1822 während eines Aufenthaltes in England. Daraufhin durchlitt Marcet eine Phase der Depression. Schließlich kehrte sie nach Großbritannien zurück. Auch jetzt umgab sie sich wieder mit einem intellektuellen Bekanntenkreis, arbeitete an Neuauflagen ihrer bestehenden Werke und schrieb Kinderbücher.
Marcet schrieb außer den Conversations on Chemistry viele weitere populärwissenschaftlichen Werke in Form von Dialogen. Ihre volkswirtschaftlichen Bücher inspirierten Harriet Martineau.
Sie starb 1858 im Haus ihrer Tochter und ihres Schwiegersohns in der Londoner Stratton Street.

## Werke
- Conversations on Chemistry. In Which the Elements of That Science Are Familiarly Explained and Illustrated by Experiments, 1806.
- Conversations on Political Economy: In Which the Elements of That Science Are Familiarly Explained 1816, ISBN 1-4369-9808-5
- Conversations on Natural Philosophy (an exposition of the first elements of science for very young children), 1819.
- Conversations on Evidences of Christianity, 1826.
- Conversations on Vegetable Physiology, 1829.
- Essays, 1831
- John Hopkins’s Notions of Political Economy, 1833
- The Ladies’ companion to the Flower Garden, 1841.
- Conversations on the History of England, 1842
- Conversations on Language for Children, 1844
- Willy’s Grammar: Interspersed with Stories for the Use of Children, 1845, ISBN 1-4373-6528-0
- Rich and Poor, 1851
- Mrs. Marcet’s Story-Book